# Абба (семітська)
Абба, або Авва (арам. אבא, /ʔabɑʔ/, Abba, грец. ἀββᾶ) — «батько, отець» у семітських мовах. Тричі вжито у Новому Заповіті (Мр. 14:36; Рим. 8:15; Гал. 4:6). Кожен раз супроводжується грецьким перекладом «батьку» (грец. ὁ πατἠρ, ho pater); у латинському варіанті — «абба, отче» (лат. abba, pater). В семітських мовах входить до складу чоловічих імен і показує відносини батьківства, наприклад Абу-Алі — «батько Алі». Також — Аба, Абу («володар»).

## Інше
Крім того, слово абу є частиною великої кількості власних назв, наприклад:
- Абу-Дабі
- Абу-Сімбел

## Похідні слова
- Абат — настоятель чоловічого монастиря.
- Абатиса — настоятелька жіночого монастиря.